# Vinyoles d'Avall
Vinyoles d'Avall és una masia de la Cellera de Ter (Selva) inclosa a l'Inventari del Patrimoni Arquitectònic de Catalunya.

## Descripció
Ens trobem davant d'una masia que consta de dues plantes i coberta amb una teulada a dues aigües de vessants a laterals amb una porció de ràfec prominent format per quatre fileres de rajola. La composició del ràfec és la següent: primer una filera de rajola plana ornada amb cossos triangulars pintats amb calç, llavors una filera de rajola ondulada imitant la teula, seguida d'una altra filera de rajola plana i culminat per una altra filera de rajola ondulada imitant la teula.
La planta baixa destaca el gran portal adovellat d'accés d'arc de mig punt, amb unes dovelles de grans proporcions i molt ben escairades. Paral·lelament en el mateix sector trobem una minúscula finestra rectangular, en la llinda de la qual s'observa la presència d'un motiu triangular ornat amb una flor al centre.
Pel que fa al primer pis, trobem tres obertures de similar tipologia, és a dir: rectangulars, amb llinda monolítica conformant un arc pla, muntants de pedra ben escairats i ampit treballat. Tanmateix es diferencien únicament tant per la mida com per les inscripcions acumulades en sengles llindes. Així en la finestra de la dreta observem la data de 1641, mentre que en la del centre, que és completament simètrica amb el portal d'accés amb el que està vinculat físicament, es pot llegir una inscripció interessant, que diu així: “FRANCESC + RIERABLANCA / ALS VINIOLAS ME A FETA ANY / 1613”.
En la façana s'observa l'empremta o restes, testimoni de l'acció de diverses intervencions constructives efectuades en diferents moments històrics. Entre aquestes empremtes destacar els blocs cantoners o l'esquerda que secciona la façana de dalt a baix.
Pel que fa als materials més utilitzats, predomina la pedra, especialment els còdols de riu sense desbastar i treballar en el que seria tot l'espai físic de l'immoble. Trenca aquest ritme o uniformitat compositiva la pedra sorrenca focalitzada tant en les obertures de la planta baixa -portal i finestra- com en les tres finestres del pis.
Adossat a la part posterior trobem un cos de tres plantes, cobert amb una teulada a dues aigües de vessants a façana, en el qual predominen les obertures emmarcades amb rajola.

## Història
Les masies de la Cellera de Ter es poden classificar en tres grups. Per les seves característiques intrínseques, la masia de Vinyoles d'Avall l'enquadraríem dins d'un segon grup, el més nombrós. Aquest segon grup correspon als masos que presenten unes reformes i ampliacions que van des de la darreria del 1500 a les acaballes del 1600. És l'època de les grans portalades dovellades, dels finestrals gòtics lobulats i de les finestres senzilles i renaixentistes sense decoració. Vinyoles d'Avall és una remarcable masia del Plademunt, exemple de la divisió dels masos per l'augment de la població en la baixa edat mitjana.
Junt amb can Vinyoles d'Amunt formava part d'una antiga propietat, que va ser subdividida. La casa és originària de principis del segle xvii (1613), i era de dues plantes i vessants a laterals, amb porta adovellada de mig punt i finestres d'arc conopial molt evolucionat. Al segle xix canvià l'orientació de la casa i la nova façana ocupà una de les antigues parets laterals. S'obriren portes i finestres d'arc rebaixat de rajol i es dreçà, a la dreta de la nova façana, un nou cos, de dues plantes i golfes amb galeria d'arcs de mig punt de rajola.